# Cytochroom P450

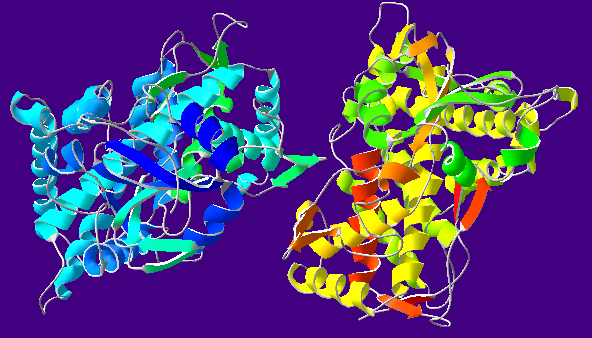
Schematische weergave van cytochroom P450-oxidase (CYP2C9)

Het enzymsysteem cytochroom P450 (ook wel afgekort als CYP, P450 of CYP450) is een klasse van enzymen die biologische (biomoleculen) en synthetische, organische verbindingen oxideren. De meeste van deze enzymen zijn belangrijk voor de afbraak (katabolisme) van potentiële schadelijk stoffen en/of verschillende lichaamsvreemde (xenobiotische) stoffen, zoals medicijnen en toxinen.
Andere cytochroom P450-enzymen zijn betrokken bij de biosynthese van steroïden, prostaglandinen en retinoïden. Cytochroom P450 komt praktisch in alle levende cellen voor. CYP-enzymen worden aangetroffen bij alle levensvormen waaronder zoogdieren, vogels, vissen, wormen, planten, schimmels, bacteriën en archaea.

## Laboratorium
Wanneer er een actieve stof aan een microsoom wordt toegevoegd, wordt de heemverbinding die in de oplossing aanwezig is, afgebroken en in twee delen gesplitst. Een van de delen wordt daarna blootgesteld aan koolstofmonoxide. CYP wordt aangetoond wanneer deze oplossing meer absorbeert bij een golflengte van 450 nm dan de oorspronkelijke microsomenoplossing. Dit wordt ook wel de verschilspectroscopie genoemd (Engels: difference spectroscopy). De P in CYP staat voor pigment. 450 in de naam komt dus van de golflengte van de piek in het verschil van twee absorptiespectra van het enzym bij 450 nm als het enzym in zijn gereduceerde toestand verkeert en een complex vormt met CO.  
In werkelijkheid wordt het kleurverschil veroorzaakt doordat de vijfde ligand (een heemring bevat vier liganden) een negatief geladen zwavelatoom bevat.

## Functie
Cytochroom P450 katalyseert verschillende reacties:
- Epoxidatie
- N-dealkylering
- O-dealkylering
- S-oxidatie
- Hydroxylering

De algemene katalysereactie van CYP450 is:
{\displaystyle \mathrm {NADPH\ +H^{+}\ +\ O_{2}\ +\ RH\ \longrightarrow \ NADP^{+}\ +H_{2}O\ +\ ROH} }

## Soorten CYP's
Er zijn tot op heden 57 verschillende CYP450 enzymes gekend:
| Familie | Functie                                                           | Namen |
| ------- | ----------------------------------------------------------------- | --- |
| CYP1    | Metabolisme van medicijnen en steroïden (voornamelijk oestrogeen) | CYP1A1, CYP1A2, CYP1B1 |
| CYP2    | Metabolisme van medicijnen en steroïden                           | CYP2A6, CYP2A7, CYP2A13, CYP2B6, CYP2C8, CYP2C9, CYP2C18, CYP2C19, CYP2D6, CYP2E1, CYP2F1, CYP2J2, CYP2R1, CYP2S1, CYP2U1, CYP2W1 |
| CYP3    | Metabolisme van medicijnen en steroïden (inclusief testosteron)   | CYP3A4, CYP3A5, CYP3A7, CYP3A43                                                                                                   |
| CYP4    | Metabolisme van vetzuren                                          | CYP4A11, CYP4A22, CYP4B1, CYP4F2, CYP4F3, CYP4F8, CYP4F11, CYP4F12, CYP4F22, CYP4V2, CYP4X1, CYP4Z1                               |
| CYP5    | thromboxane-A2-synthase                                           | CYP5A1 |
| CYP7    | 7-alpha-hydroxylase                                               | CYP7A1, CYP7B1 |
| CYP8    | variërend                                                         | CYP8A1 (prostacyclin synthase), CYP8B1                                                                                            |
| CYP11   | steroïde-11-alpha-hydroxylase                                     | CYP11A1, CYP11B1, CYP11B2 |
| CYP17   | steroïde-17-alpha-hydroxylase                                     | CYP17A1 |
| CYP19   | steroïde-19-alpha-hydroxylase                                     | CYP19A1 |
| CYP20   | onbekende functie                                                 | CYP20A1 |
| CYP21   | steroïde 21-alpha-hydroxylase                                     | CYP21A2 |
| CYP24   | vitamine D-degradatie                                             | CYP24A1 |
| CYP26   | retinoïnezuur-hydroxylase                                         | CYP26A1, CYP26B1, CYP26C1 |
| CYP27   | variërend                                                         | CYP27A1 (galzuren biosynthesis), CYP27B1 (vitamine D3 1-alpha-hydroxylase, vitamine D3-activatie), CYP27C1                        |
| CYP39   | 7-alpha-hydroxylering van 24-hydroxycholesterol                   | CYP39A1 |
| CYP46   | cholesterol 24-hydroxylase                                        | CYP46A1 |
| CYP51   | cholesterol biosynthesis                                          | CYP51A1 (lanosterol 14-alpha-demethylase)                                                                                         |